# Jardines del Pedregal
Jardines del Pedregal is een wijk in de gemeente Álvaro Obregón, in het zuiden van Mexico-Stad.
De wijk is in de jaren 40 ontworpen door Luis Barragán. Voorheen was het gebied eeuwenlang onbewoond. In het laatste millennium na de jaartelling werd het gebied bewoond door de Cuicuilcobeschaving, waar plotseling een einde aan kwam door de uitbarsting van de Xitle. Door deze uitbarsting ontstond een lavaveld, El Pedregal, waar de wijk later op is gebouwd. Ten tijde van de Azteken was het gebied onbewoond, sommige misdadigers werden erheen verbannen waarna ze meestal stierven vanwege de slangen.
Barragán had het idee om El Pedregal te ontwerpen als harmonie tussen architectuur en landschap. De eerste bouwwerken waren de Plaza de las Fuentes (Plein van de Fortuinen) en modelhuizen en -tuinen die waren ontworpen door Barragán en Max Cetto. De Plaza de las Fuentes was voltooid in 1949, en vormde oorspronkelijk de ingang van de wijk. Tegenwoordig is dit plein echter grotendeels verdwenen. Rotsen en vegetatie werden zo veel mogelijk intact gelaten, en paden werden gevormd uit kloven tussen lavaformaties. Op een aantal plaatsen werden trappen uitgehakt tussen rotsterrassen, die naar pleinen of tuinen leiden.
Hoewel een deel van de oorspronkelijke architectuur nog bestaat, is het merendeel vervangen door modernere structuren.